# Oláh József (mérnök)
Oláh József (Kolozsvár, 1938. szeptember 9. –) erdélyi magyar mérnök, műszaki szakíró.

## Életútja
A kolozsvári Villamosipari Középiskolában végzett (1955), majd a jászvásári Politechnikai Intézetben szerzett elektromechanikai mérnöki szakképesítést (1963). Egyetemi tanulmányait megelőzően (1955–58 között) a kolozsvári Carbochim vállalatnál villanyszerelő; az egyetem elvégzése után a bukaresti Villamosgépgyárban technológus-mérnök. 1963 decemberében a jászvásári Politechnikai Intézetbe kerül gyakornoknak; 1964–71 között tanársegéd, majd előadótanár, 1990-től professzor az automatizálási tanszéken.

## Munkássága
Kutatási területe az ipari automatizálás, a szervorendszerek, villanyhegesztő felszerelések. 1986-ban elnyerte a Jászvásárban megrendezett Találmányi Szalon II. díját.
Fontosabb szaktanulmányai: 
- Asupra cuplului dezvoltat de selsinul emițător în cazul montajului selsin-selsin transformator (társszerzői L. Sebastian, N. V. Botan). Automatica și Electronica 1967. XI. köt. 3. sz.
- Considerations sur le choix du transport du transmission du reducteur d'un servomecanisme a servomoteur asynchrone biphase (társszerzői L. Sebastian, M. Lucanu). Automatisme (Paris). 1969. XIV. köt. 11. sz.
- About a New Type of Linear Movement Transducer (társszerzője Rodica Olah). Bul. Inst. Polit. Iași. 1971. Tomul XVII (XXI), fasc. 3-4. sect. III.
- A Transducer Capable of Tensing the Direction of Mechanical Linear Movement (társszerzője Rodica Olah). Bul. Inst. Polit. Iași. 1973. Tomul XIX (XXIII), fasc. 1-2. sect. III.
- Asupra unui regulator electronic automat tripozițional (társszerzői Th. Ganciu, L. Sebastian). Bul. Inst. Polit. Iași. 1980. Tomul XXVI (XXX), fasc. 1-2.